# Sân vận động Tiền Giang
Sân vận động Tiền Giang là một sân vận động đa chức năng đặt tại số 1A, đường Phan Lương Trực, phường 6, thành phố Mỹ Tho, tỉnh Tiền Giang. Sân nằm dưới sự quản lý của Sở Văn hóa, Thể thao và Du lịch tỉnh Tiền Giang, được đặt cạnh các công trình thể dục thể thao và khu chức năng khác như Nhà thi đấu đa môn tỉnh Tiền Giang, Sân tập bóng đá, Trường Năng khiếu Thể dục Thể thao, Trung tâm Huấn luyện và Thi đấu thể dục thể thao và Khối nhà vận động viên... Sân có sức chứa khoảng 12.000 khán giả và là sân nhà của Câu lạc bộ bóng đá Tiền Giang.

## Sân vận động
Sân đạt tiêu chuẩn quốc gia, có hệ thống chiếu sáng, bảng điện tử và đường chạy hiện đại có thể phục vụ tốt cho các hoạt động thể dục thể thao như bóng đá, điền kinh và các hoạt động xã hội khác. Sân gồm 2 khán đài A (ở phía Tây) và B (ở phía Đông) đều chưa lắp ghế ngồi.
Năm 2008, được sự đồng ý của Ủy ban nhân dân tỉnh Tiền Giang, Sở Văn hóa, Thể thao và Du lịch tỉnh Tiền Giang đã đầu tư xây dựng hệ thống đèn chiếu sáng + lắp đặt bảng điện tử (kinh phí đầu tư của hai hạng mục này khoảng 14,6 tỷ đồng), đường chạy sân vận động và nội thất khán đài A.
Bảng điện tử tỷ số sân vận động được lắp đặt là loại TRANS-LUX SC-8120-2 có kích thước 6,35 m x 2,35 m. Riêng hệ thống đèn chiếu sáng đã được khánh thành và đưa vào sử dụng từ ngày 28 tháng 8 năm 2009 trong trận đấu giữa hai đội U21 Tiền Giang gặp U21 Tập đoàn Cao su (TĐCS) Đồng Tháp ở khuôn khổ Vòng loại Bảng F Giải U.21 Báo Thanh Niên lần thứ 13 năm 2009. Theo thiết kế, hệ thống đèn chiếu sáng gồm 4 hạng mục chính: 4 thân trụ đèn có tiết diện hình đa giác đều 12-20 cạnh thon dần về phía đỉnh được chế tạo bằng thép mạ kẽm cao 38 m đặt ở 4 góc sân; 4 dàn đèn được gắn trên đỉnh 4 trụ treo 30 bộ đèn pha/trụ; 1 thang máy di động phục vụ cho việc lên xuống để lắp đặt, thay thế, bảo dưỡng đèn an toàn và dễ dàng; 120 bộ đèn pha chuyên dụng thông minh Metal Halide thiết kế chống chóa chuyên dùng cho thể thao, công suất 2.000 W/bóng đảm bảo công suất sáng (độ rọi) trung bình đạt 1.200 Lux/120 bộ đèn với hệ số duy trì tính ở mức 0,8. Hệ thống đèn pha được thiết kế nhằm đem lại sự kết hợp hài hòa, tự nhiên của hình ảnh cầu thủ và khán giả với sự cân bằng của các yếu tố tương phản, hình ảnh ghi trung thực, không bị méo, mờ. Các đèn pha được định hướng, lắp đặt phù hợp để sân thi đấu có độ sấp bóng nhỏ nhất và có tỷ lệ ánh sáng cân bằng cao dù sân bóng được chiếu sáng từ 4 hướng. Chế độ chiếu sáng gồm 4 chế độ: 300 Lux (32 bóng), 600 Lux (64 bóng), 1.000 Lux (104 bóng) và 1.200 Lux (120 bóng) tương ứng với các chế độ: Huấn luyện, thi đấu, truyền hình trực tiếp theo tiêu chuẩn quốc gia và quốc tế. Do hệ thống đèn pha hoạt động ở điện áp 380 V, công suất tiêu thụ điện của hệ thống đèn chiếu sáng lớn nên được lắp đặt riêng một trạm biến áp 3 pha có công suất 400 kVA.

## Kế hoạch nâng cấp
Căn cứ chủ trương phát triển phong trào thể thao và Kế hoạch phát triển bóng đá Tiền Giang đến năm 2020, định hướng đến năm 2025 của tỉnh Tiền Giang, sân vận động Tiền Giang sẽ được đầu tư, nâng cấp phù hợp theo từng giai đoạn phát triển cụ thể, gồm: nâng cấp mặt sân cỏ đảm bảo tiêu chuẩn chuyên môn, chống thấm, lắp đặt ghế ngồi khán đài A, B; mở rộng sức chứa lên 15.000 người, nâng cấp các phòng chức năng theo quy định của quy chế bóng đá chuyên nghiệp đảm bảo đúng tiêu chuẩn và quy định tổ chức thi đấu của Liên đoàn Bóng đá Việt Nam, đủ sức đăng cai tổ chức các trận thi đấu bóng đá quốc gia, có phòng tập thể lực, phòng kiểm tra y học đầy đủ.

## Hình ảnh

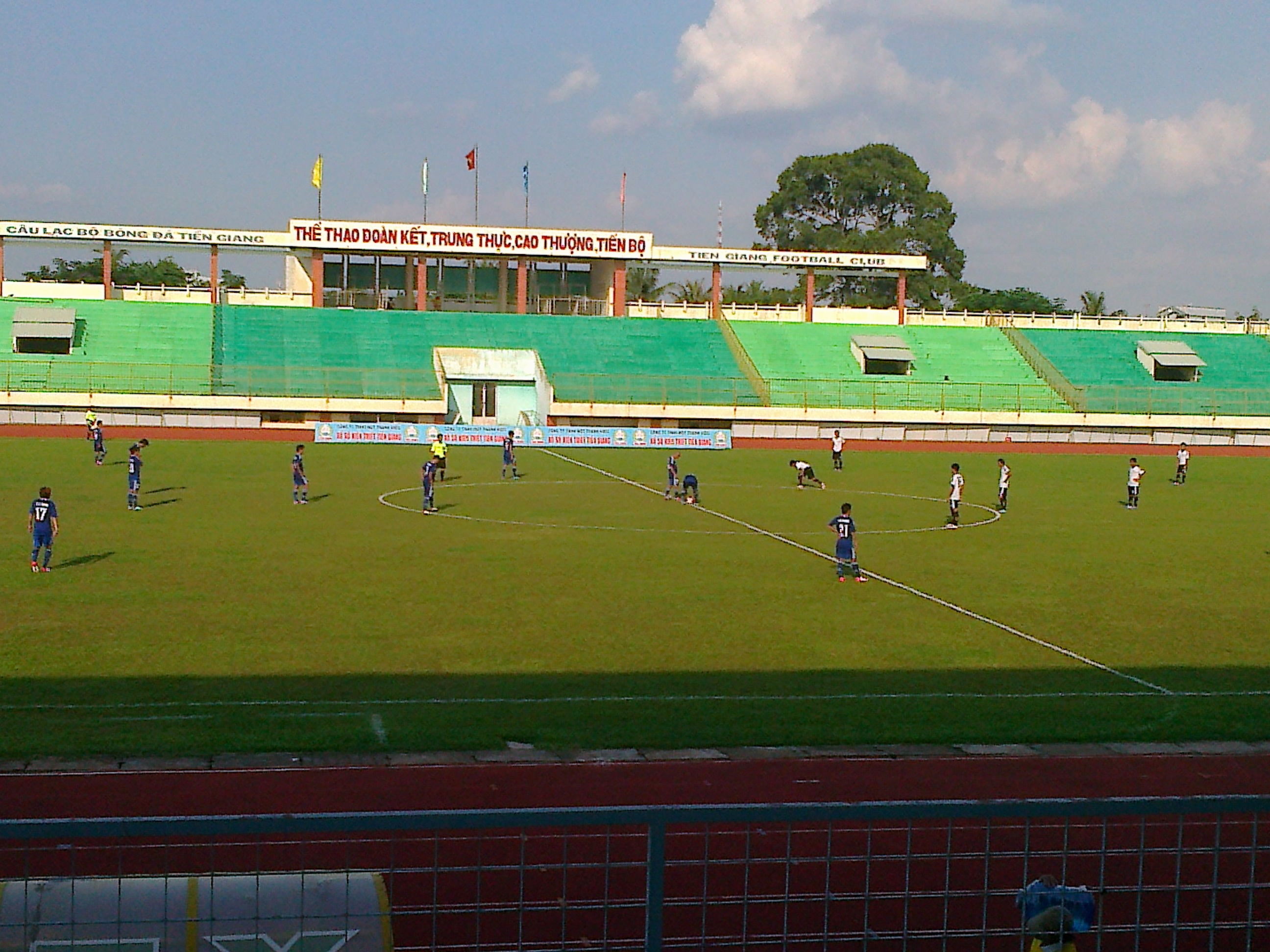
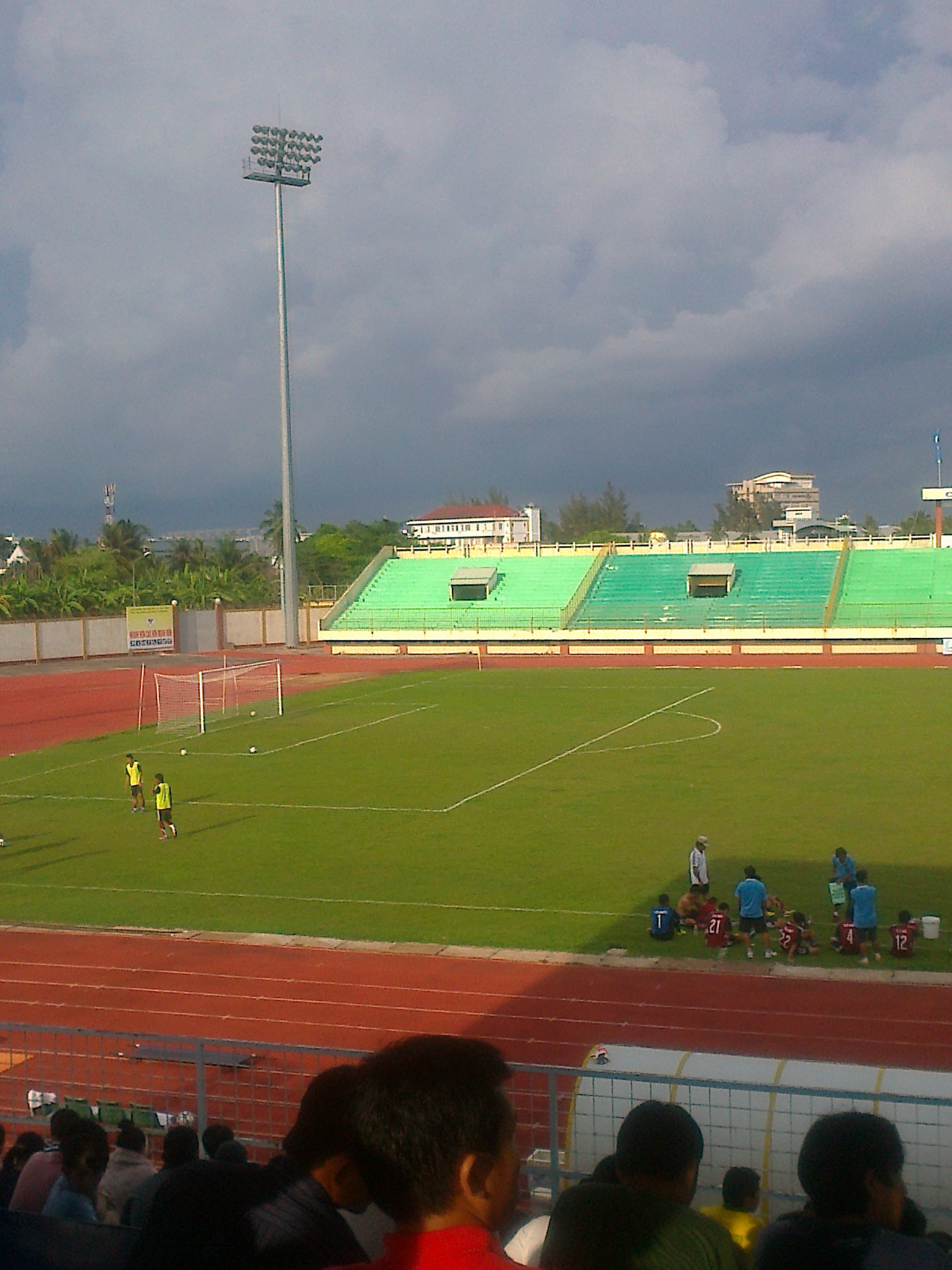
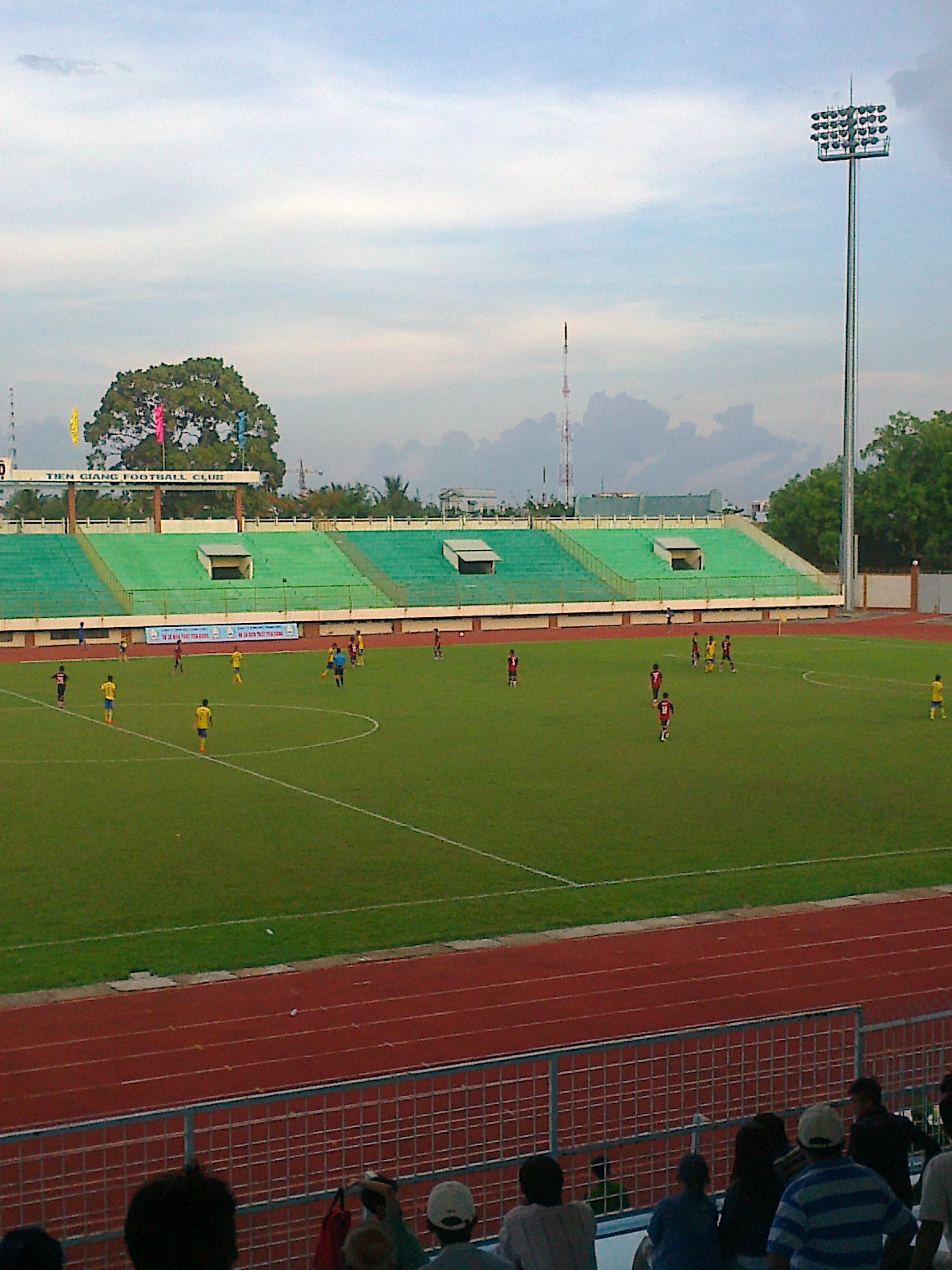
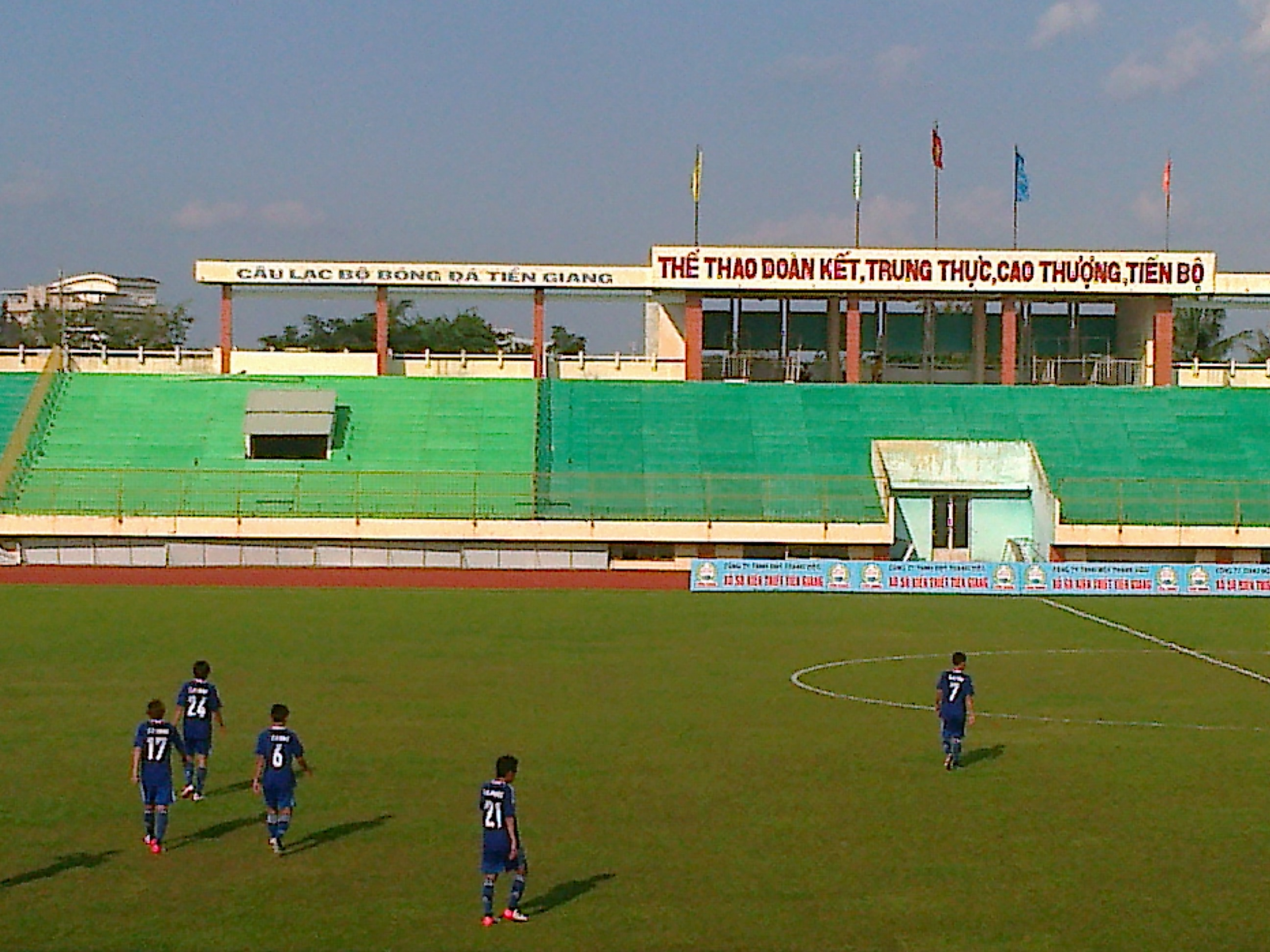
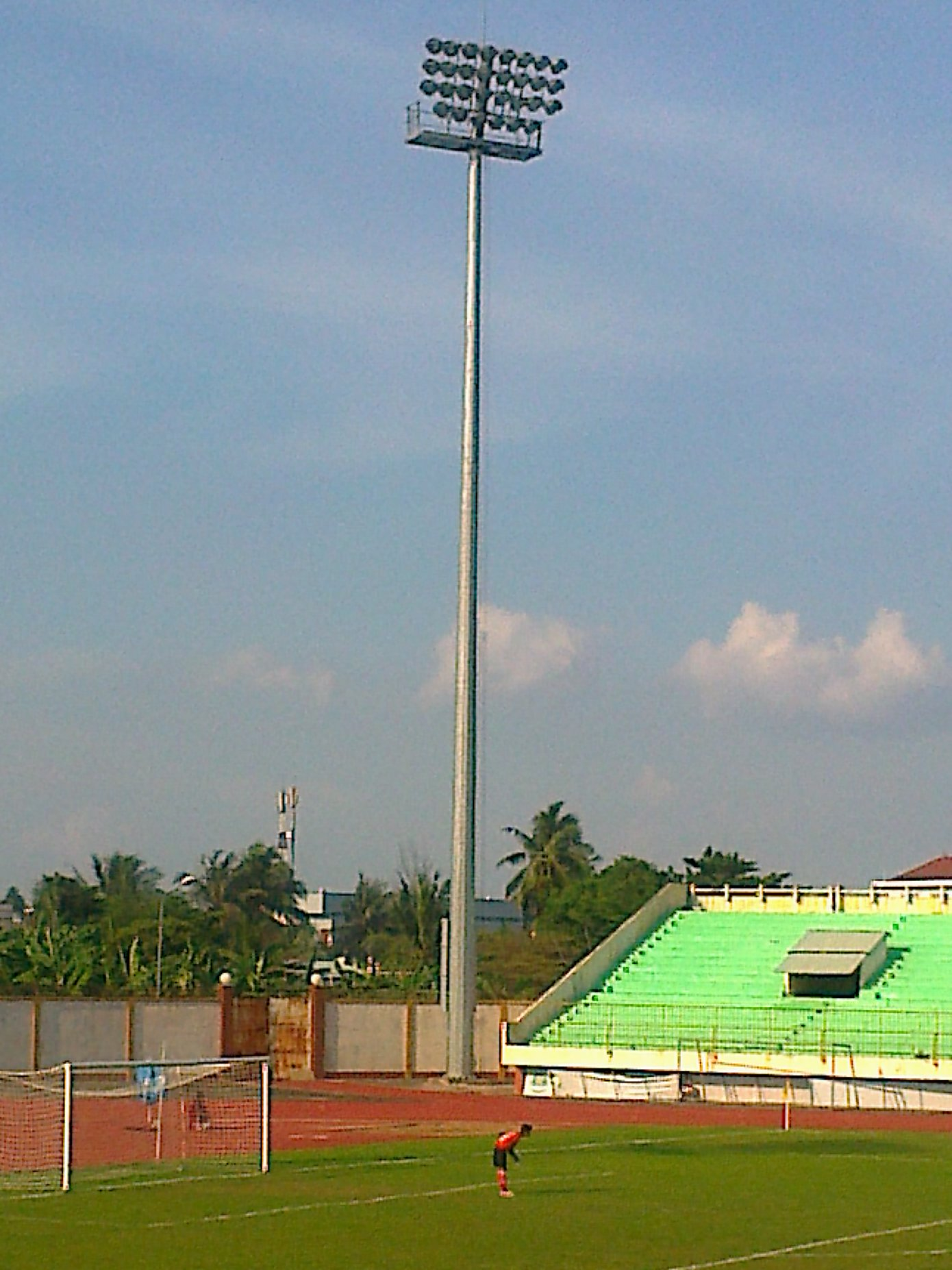
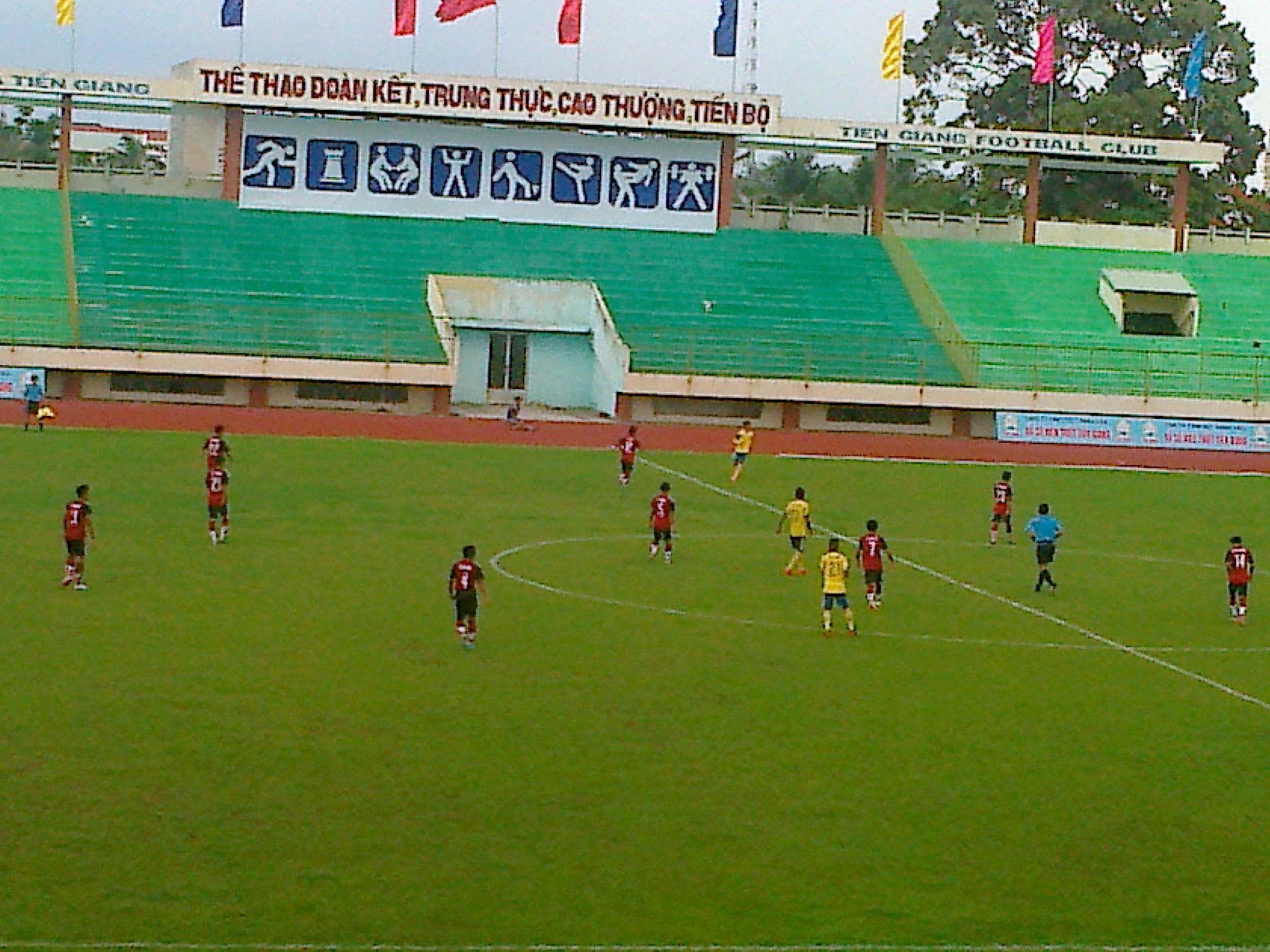